# Леви, Максим Филиппович
Максим Филиппович Леви (21 декабря 1875 (2 января 1876), Санкт-Петербург — не ранее 1958, Москва) — русский и советский врач (акушер и гинеколог), гигиенист, организатор здравоохранения, учёный-медик. Доктор медицинских наук (1946).

## Биография
Родился в семье ветеринарного врача Филиппа (Файвуша) Давидовича Леви (1848, Рига — после 1917), выпускника Императорской медико-хирургической академии, и его жены Анны Яковлевны. Отец служил в придворном конюшенном ведомстве, участник русско-турецкой войны 1877—1878 годов, в 1900-е годы врач страхового общества «Россия», соавтор второго издания книги «Домашний скотолечебник» (СПб, 1877). Дед — Давид Матвеевич Леви (1776—1855) — служил доктором приказа общественного призрения в Риге, был награждён орденами Святого Станислава 2-й степени, Святого Владимира 4-й степени и Святой Анны 3-й степени. В 1881 году отец вышел в отставку, семья переехала в Ригу и в 1893 году в Харьков.
После окончания Александровской гимназии в Риге продолжил обучение на медицинском факультете Императорского Харьковского университета, который окончил с отличием в 1901 году. Участвовал в работе музыкального отдела Харьковской общественной библиотеки (1903). Летом 1904 года был командирован Главным медицинским инспектором для борьбы с холерой на границу с Персией. По возвращении в Санкт-Петербург в октябре 1905 года был принят на работу в Императорский повивально-гинекологический институт, специализировался под руководством Д. О. Отта. 
В 1911 году был направлен акушером-гинекологом в Олонецкую земскую больницу в Петрозаводске, где прослужил 12 лет. С 1911 по 1914 и с 1919 по 1923 годы — преподаватель акушерства и гигиены в Петрозаводской фельдшерско-акушерской школе. В июле 1914 года был призван на фронт в качестве военного врача. В 1920—1923 годах был главврачом Петрозаводской губернской (позже центральной) больницы. Был секретарём Общества врачей Олонецкой губернии (с 1912 года), состоял членом Олонецкого местного отделения Российского общества Красного Креста, попечительного совета Свято-Петровской общины сестёр милосердия, Всероссийской лиги борьбы с туберкулёзом, Петрозаводского благотворительного общества, был старшиной Петрозаводского общественного клуба, комитета Петрозаводской Алексеевской общественной библиотеки, общества изучения Олонецкой губернии. Написал несколько песен и оперетту «Наука любви» (музыку и либретто). В 1921—1923 годах был ответственным редактором газеты Карельского отдела здравоохранения «Народное здоровье».
С 1923 года работал заместителем, затем главным врачом в родильном доме № 6 имени Н. К. Крупской в Москве, доцентом 1-го МГУ. С 1926 года одновременно был заместителем начальника Московского отдела здравоохранения, с 1932 года — консультантом и заведующим отделом родовспоможения наркомата здравоохранения РСФСР, доцентом в Государственном центральном научно-исследовательском акушерско-гинекологическом институте наркомата здравоохранения СССР в Ленинграде, директором курсов заочной переподготовки акушерок при отделе охраны материнства и младенчества НКЗ, с 1937 года — инспектором-методистом и заведующим научно-методическим отделом наркомата здравоохранения РСФСР, с 1944 года — заведующим отделом медико-социальных исследований и проблемного анализа новообразованного Всесоюзного научно-исследовательского института акушерства и гинекологии Академии медицинских наук СССР в Москве (с 1946 года профессор). Диссертацию доктора медицинских наук по теме «Организация родовспоможения населению СССР» защитил в 1946 году (она легла в основу одноимённой монографии, 1950).
Автор многочисленных работ санитарно-гигиенического характера по распространению медицинских знаний, истории акушерско-гинекологической помощи в России и СССР, учебных пособий для акушерок, переводов научной литературы с немецкого языка.

## Семья
- Жена (с 11 октября 1905 года) — Маргарита Германовна Герсон. Дети — Елена (5 сентября 1907) и Сергей (10 февраля 1911), инженер-химик, автор книг по технологии светочувствительных материалов («Основы синтеза и полива фотографических эмульсий», 1960; «Технология производства кинофотоплёнок», 1973; «Непрерывные процессы синтеза фотографической эмульсии», 1974; «Поверхностно-активные вещества в технологии светочувствительных материалов», 1983).
- У него были сестра Елена (1877) и брат Василий, присяжный поверенный и художник.

## Публикации
- Осложнения беременности и родов пороками сердца. СПб: Государственная типография, 1911.
- Предупреждение беременности как мера борьбы с абортом. 2-е изд. М.: Мосздравотдел, 1924.
- Что должна знать женщина об аборте. М.: Мосздравотдел, 1926; М.: Мосздравотдел, 1928; М.: Мосздравотдел, 1930.
- Противозачаточные средства как мера борьбы с абортом. 4-е изд., перераб. и доп. М.: Мосздравотдел, 1927, 1928, 1929, 1930.
- Диагностика беременности. М.—Л.: Государственное медицинское издательство, 1929.
- Беременность. М.—Л.: Государственное медицинское издательство, 1929.
- Родовспоможение в системе охраны материнства и младенчества. М.—Л. Государственное медицинское издательство, 1929.
- Что нужно знать вступающим в брак. М.: Мособлисполком, 1930.
- Патология беременности. Курсы заочной переподготовки акушерок при отделе охраны материнства и младенчества НКЗ СССР. М.—Л: Государственное медицинское издательство, 1930.
- Гигиена беременности. Охрана женского труда и соцстрахования в СССР (с С. Д. Бененсоном). М.: Мосздравотдел, 1925; М.: Мосздравотдел, 1928; М.: Институт санитарной культуры Мособлздравотдела, 1930; М.: Издательство Мособлисполкома, 1931.
- Abtreibung der leibesfrucht / Dr. Lewi. Moskau: Zentral-volker-verlag, 1931.
- Гигиена родов и послеродового периода. М.: Издательство Мособлисполкома, 1931.
- Организация абортной помощи. Противозачаточные средства. М.—Л.: Государственное медицинское издательство, 1933.
- Организация родовспоможения в сельском секторе. М.—Л.: Государственное медицинское издательство, 1933.
- Гигиена женщины. М.—Л.: Биомедгиз, 1934.
- Что должна знать колхозница о женских болезнях. М.—Л.: Биомедгиз, 1934.
- Женские болезни и гигиена женщины. 2-е изд., испр. и доп. М.: Биомедгиз, 1935.
- Аборт и борьба с ним. М.—Л.: Биомедгиз, 1935; 2-е изд. испр. М.—Л.: Биомедгиз, 1937.
- Здоровая мать: Беременность, роды, аборт. М.—Л.: Биомедгиз, 1937.
- Гигиена и режим беременной женщины. М.: Мособлздравотдел и Санпросветбюро, 1938.
- О вреде абортов. Казань, 1938.
- Организация родильной помощи на сельском участке: В помощь участковому врачу. М.—Л.: Медгиз, 1938; 2-е изд., испр. и доп. М.—Л.: Медгиз, 1940.
- Методика планирования родовспоможения. Л.: Государственный центральный научно-исследовательский акушерско-гинекологический институт НКЗ СССР, 1940.
- Акушерская помощь в неотложных случаях: Пособие для акушерок. М.—Л.: Медгиз, 1940.
- Что должна знать женщина об аборте. Рига: Балтпрес, 1940.
- История родовспоможения в СССР. М.: Издательство АМН СССР, 1950. — 204 с.
- Гигиена женщины / д-р мед. наук М. Ф. Леви. М.: Московский областной дом санитарного просвещения, 1950.
- Практическое акушерство под редакцией проф. А. П. Николаева при участии С. М. Беккера, Я. Д. Киршенблата, М. Ф. Леви, А. Ю. Лурье. Киев: Здоров'я, 1958.

## Переводы
- Энциклопедия промышленных знаний. Том X. Мировые сношения и их средства. Перев. с нем. М. Ф. Леви. СПб: Издание товарищества «Просвещение», 1905.
- Герман Роледер. Половая жизнь человека. Пер. и предисловие д-ра М. Ф. Леви. М., 1928.
- Герман Роледер. Физиология и патология полового акта и зачатия. 3-е изд. Пер., ред. и предисловие д-ра М. Ф. Леви. М., 1929.
- Вальтер Штеккель. Основы акушерства. Пер., ред. и дополнительная глава д-ра М. Ф. Леви. М.—Л.: Государственное медицинское издательство, 1935.